# Wanduhr

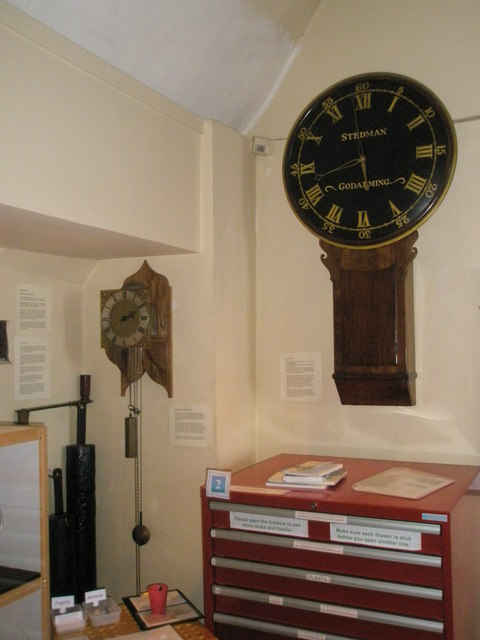
Britische Act of Parliament Clock im Godalming Museum

Bei der Wanduhr handelt es sich um eine Großuhr, die an der Wand befestigt wird. Sie wird in einer Vielzahl von Uhrentypen untergliedert. Von der Kuckucksuhr bis zum Regulator handelt es sich um Wanduhren. 
Dabei ist die Trennung zu den Stutzuhr(en) an dieser Stelle etwas unscharf, denn diese wurden bereits zu dieser Zeit nicht nur auf Möbeln, sondern auch auf Konsolen an der Wand aufgestellt.